# Cura de moro
Cura de moro és una comèdia en 1 acte i en vers, original de Frederic Soler, estrenada el 7 de desembre de 1876, al Teatre Romea de Barcelona.
L'acció passa en un establiment d'aigües termals d'una muntanya de Catalunya.
L'obra està dedicada a l'actor Joaquim Pinós.
Ramon Suriñach i Baell té escrit un monòleg (1907) que duu per títol El coixet de Cura de moro

## Repartiment de l'estrena
- Rosalia: Rosa Cazurro
- Ignasi: Lleó Fontova
- Don Pere: Iscle Soler
- Don Brauli: Hermenegild Goula
- Pauet: Joaquim Pinós
- Coixet: Frederic Fuentes
- Josep: Emili Casas

## Edicions
- 6ª ed.: Llibreria d'Eudalt Puig. Barcelona, 1899. Refosa per Ernest Soler de las Casas, fill de l'autor.